# ドリームプラネット・インターナショナル・スクール
DREAM PLANET INTERNATIONAL SCHOOL（ドリームプラネット・インターナショナル・スクール）は、かつて沖縄に存在したインターナショナル・スクール。沖縄アクターズスクールの校長だったマキノ正幸により設立された。日本国内においてインターナショナルスクールは、一部のものが学校教育法第83条に基づく「各種学校」として都道府県知事の認可を受けている程度で、その他の多くは無認可校である。ドリームプラネットも無認可校のひとつで、登記上も株式会社である。2023年9月現在、スクールとしての活動は既に停止しているものの、法人としては廃業しておらず、沖縄アクターズスクールと同じ所在地に登記されている。
この項目では、ドリームプラネット・インターナショナル・スクール（以下、ドリームプラネット）全体の歴史と概要に関して説明するが、2001年9月を境にスクールのシステムが変わるため、2つの項目に大別される。また、ドリームプラネットが普及を試みたスポーツ「サーフボール」については、当該記事を参照すること。

## 設立の経緯
1990年代後半、マキノ正幸（以下、マキノ）が経営していた沖縄アクターズスクール（以下、アクターズ）は、安室奈美恵の大ブレイクをきっかけに隆盛を誇っていた。スターを夢見てレッスンに励む少年少女たちと向き合う中で「子どもたちが、もっと自分の才能を花開かせる環境や場をつくることが、僕の最大にして至福の目標になっていた」マキノは、活動のフィールドを「芸能」から「教育」に移していった。
「学歴や偏差値教育に乗っても、結局、子どもたちは活かされない。学校教育にこだわるよりも、その子のもっている才能を徹底的に伸ばしたほうがいい」と考えていたマキノの元に、1998年5月、松下政経塾の塾生であった当時26歳の白井智子が「子どもが輝きを取り戻せる学校をつくりたい」と連絡を入れたことがきっかけとなり「新しい学校」設立への動きが具体化していった。
マキノは、白井を「僕の教育理念を実現するのに最もふさわしい才能を持った人間」と評価し、新しい学校の校長就任を決定した。白井は、学校法人としての認可を目指していたが、マキノの「学校法人などというものにこだわっている時間はない。まず場所をつくることが先決」の考えに従い断念。フリースクールとして経営していくことになった。
マスコミを通しての事前キャンペーンの反響もあり、1200人から学校への問い合わせがあり、1998年10月20日、学校案内と願書を発送。10日間で50通以上の願書が届けられた。

### 開校予定地の問題
入学希望者とその親との面接が続く一方、校舎の場所探しは難航した。「文部省が認めない学校なんてとんでもない」「そんな学校ができたら、不良の茶髪が集まってきて風紀を乱す」などの中傷とともに、地元の反対運動が起き、行政が誘致しても住民が反対するなどしたため、候補地は北中城村から金武町へと移り、最終的には恩納村のムーンビーチホテルが入居を承諾したため、開校への準備が整った。

## 開校当初の概要
（この節の出典：）
- 1999年4月24日、沖縄県恩納村のムーンビーチホテル[14]内に開校。入学生は125人[15]。
- 小中高一貫教育を謳っており、設立当初は6歳から19歳まで[16]の生徒たちが通っていた[注釈 3]。
- 「学級」「学年」という概念が無いため、教室は可動式の間仕切りで区切られているだけで、小学生、中学生、高校生が、すべて選択制で授業を選ぶ方式。講座と教材は、それぞれの発達段階や興味・関心に合わせて用意される。試験もなく、基本的には、生徒自身が自分の興味のあることを徹底的にやればいい[18]、という教育スタイルを取っていた。
- 上述の通り、文部省（現・文部科学省）認可のインターナショナル・スクールではないため、同校を卒業しても義務教育を修了したことにならず、大学入学検定などの資格も、開校時点では得られなかったが、1999年7月に条件が緩和され、さまざまな理由で義務教育を修了していない者も受験できるようになった[19]。
- アクターズおよびマキノの全国的知名度も手伝って、生徒は全国から集まったが、実質的な「フリースクール」であったことから、生徒たちにも様々な背景があり、校長の白井によると「猛反対する親を涙ながらに説得してやってきた子、親元を離れて暮らす寂しさと心細さを乗り越えてやってきた子、仲のいい友だちに『さよなら』と告げてやってきた子」など、決意に至るまで大変な思いを重ねてきた[20]生徒も多かったという。
- これまでの「与える教育」が単なる「押し付けの教育」に堕してしまったことへの反省を踏まえ、「既成の教育理念を植え付けるのではなく、子どもたちの本来の輝きを引き出す学校。与えるだけでなく、子ども自身のつくる力を育てる学校」[21]を目標としていた。
- 義務教育を否定する教育方針をとっていたため、生徒を送り出す家族にも、たとえ当時の教育制度に疑問を持っていたとしても不安はあったという[22]。
- キャンパスは、当初はムーンビーチを中心に、恩納村のグランドパーク・宜野座村・今帰仁村・石垣島川平と各地に置かれ、本部はアクターズと同じ那覇市牧志に置かれていた[23]が、後に、宜野湾市に移りアクターズと同居した。
- 沖縄県外から入学した生徒は、学校を応援するペンションを寮としていたが、開校初日は以前からの予約により使用できず「お泊り会」と称し校舎に宿泊することとなった[24]。
- 週に一日『自然に帰る日』を設け、畑での作物の栽培、磯探索、植物観察など、生徒全員が自然に触れる体験を通して、生きた知識や知恵を学んだ[25]。
- ドリームプラネットとアクターズ両方に入学している生徒もいた[26]。
- 家族や一般客を招いての「DPISフェスティバル[27]」をはじめ、クラス対抗の運動会「DPISマッチ」など、さまざまなイベントも開催された[28]。

### 教育理念
- 自分にしかない、自分だけのONLY1をつかむ[23]。
- 国籍や人種を問わず子どもたちを受け入れ、その子供たちが自分の一番好きなことを見つけて、好きなことを存分にやれる環境を与える[17]。

### 教育スタイル
- 偏差値教育から子どもたちを切り離し、人格形成をすることが最大の目標[17]。
- 校内公用語は日本語と英語[17]。
- 計画を立て、自分の手で作り上げていく。インストラクターは、あくまでサポートするだけ。生徒自身がアクションを起こさなければ、次のステップに進めない[29]。
- インストラクターは、子どもたちに興味を持たせ、それぞれの興味・関心に応じてサポートするのがの仕事で、「教師」ではない[30]。

### クラス編成
- 「子どもの発達段階はひとりひとり異なる」という考えにもとづき、ホームクラスという年齢の異なるゆるやかなグループを編成。3クラスをそれぞれ2人の担任インストラクターが受け持つ[31]。
- 授業は選択制で、ホームクラスで授業を受けることはなく、各授業とも編成は異なる。低学年の授業では、個別の要求や能力により多く応じるため、数名の高学年サポーターがインストラクターを手伝う[31]。

### 開校当初の時間割例
| 時間  | 内容                                                           |
| ----- | -------------------------------------------------------------- |
| 09:30 | Physical Exercises and Daily Chores （朝のエクササイズと掃除） |
| 09:50 | Home Room Meeting （朝のミーティング）                         |
| 10:00 | Basic Studies I （基礎基本Ⅰ）                                  |
| 10:35 | Basic Studies Ⅱ （基礎基本Ⅱ）                                  |
| 11:25 | Basic Studies Ⅲ （基礎基本Ⅲ）                                  |
| 12:00 | Lunch （昼ごはん）                                             |
| 13:00 | Lunch Meeting （午後の全体ミーティング）                       |
| 13:15 | Personal Project （ひとりひとりのプロジェクト）                |
| 14:30 | End of school （下校）                                         |

- ただし、平日は17:00までおよび土曜日も原則的に9:00-17:00までスクールを開放する。
- （注）Basic Studies I、Ⅱ、Ⅲ
- 生徒のニーズに応じて講座を設置、学年に関わらず選択することができる。

## 校長交代と校舎移転
マキノは学校の運営を校長の白井に任せていたが、開校してしばらくすると、ドリームプラネットからマキノの名前・存在はほとんど消え、「創始者」と位置付けられたマキノにとってドリームプラネットは近づき難い場所となっていった。マキノがドリームプラネットから離れている間に学校の様子は悪化、入学当時は期待と希望でいっぱいだった生徒たちは、何も求めなくなってしまった。
2001年3月、アメリカ出身で当時24歳の村井優紀が沖縄に移住、ドリームプラネットでマキノの通訳・インストラクターとして勤務。
2001年9月、白井は校長職からインストラクターに降格となり、のちに退職。マキノ自らドリームプラネットの現場の代表に就き、長時間に渡るミーティング、それまでタブーだった「必修授業」の導入、スタッフの意識革命など数ヶ月におよぶ改革を行った。
2002年3月30日、「第一期生」28人が卒業。この卒業式では、それまでコミュニケーションがほとんどなかったアクターズの代表・B.B.PLANETSの特別ライブが開かれた。
これをきっかけに、アクターズとドリームプラネットが合同でミュージカルやダンスの取り組みを行った。その際に、アクターズの生徒がドリームプラネットに入学した。
2002年8月20日、公式ホームページを開設。
2004年、ムーンビーチホテルを退去。移転先として宜野座村の土地を購入したものの再び反対運動が噴出したため、移転を断念。宜野湾市のアクターズ自社ビルでドリームプラネットの生徒を受け入れることとなった。
校舎移転に伴い、ドリームプラネットの生徒とアクターズの生徒が合同で授業やレッスンをするようになった。ただし、校舎は共有するものの学校としては“統合”しておらず、村井と男性2人がスタッフとして残っていた。
「沖縄アクターズスクールをもう一度企業の主体に戻さねばならない」と考えたマキノは2人の男性スタッフを解雇し、2005年4月、村井をドリームプラネットにひとり残した上で、校長に任命する。その上で、アクターズにも村井の立場を確保するため、アクターズのインストラクターからマキノ・メソッドの基礎を教えさせた。。

### ミュージカル「S.T.A.R.」とテレビ番組
マキノの強烈バックアップにより、村井はドリームプラネットミュージカル「S.T.A.R.」の脚本・演出を手掛けることになった。当時のホームページには「それを演じるキャストには、アクターズスクールで研究に研究を重ねた、唯一無二のダンスとその感覚。そしてドリームプラネットで磨き上げた感性と魂。それらがこの新感覚のミュージカルを可能にさせた」と紹介されている。
「S.T.A.R.」は、“Soul” ”Trust””Art” ”Real”の頭文字。
2006年3月26日に第1回公演、同7月22日に第2回公演を開催した。尚、アクターズは共催に名を連ねていたが、後に主催として表示されるようになった。
2006年10月から「S.T.A.R.」をベースにしたテレビドラマ「YAH+YAH+YAH」を琉球朝日放送にて放映開始。ドリームプラネットとアクターズの生徒たちが共同で手掛けた。
2007年4月、番組を「Live City」としてリニューアル。村井が脚本・演出を務め、撮影・照明・音声・編集・制作すべてを、ドリームプラネットとアクターズの生徒・スタッフが担うという完全オリジナル番組としてシーズン2まで放送。2009年2月からはスカイパーフェクトTVを通じて全国放送も行われた。
2009年3月からは「ACTORS BACKSTAGE」とタイトルを変え、2010年8月まで放送を続けた。これを以て、ドリームプラネットとアクターズの共同制作番組は終了。ドリームプラネットは完全にアクターズと合流されることとなった。

### サーフボール
2003年12月から、マキノが考案したとする新しいスポーツ「サーフボール」に取り組む。地区予選・全日本大会・女子大会の開催、テレビ番組の放映など普及に努めたが、2008年10月に開催された第4回サーフボール選手権を最後に、大会は開催されていない。
詳しくは子記事「サーフボール」を参照。

### 学科の設置
2006年4月、これまでドリームプラネットに存在しなかった「学科」が設置され、毎日午後の2時間「ゼミ」が行われるようになった。
- Performing Arts（芸術学科）
- Sports（スポーツ学科）
- English（英語学科）
- Environment（環境学科）
- Humanities（文学学科）
- Computers（コンピューター学科）

## 関連人物
- 島田晴雄（当時・慶応義塾大学経済学部教授） - 1998年7月にドリームプラネットの金武町への誘致計画を提案した、政府の諮問機関「沖縄問題有識者懇談会（島田懇談会）」の座長を務めた[62]。
- 寺脇研（当時・文部省大臣官房政策課長） - ドリームプラネット設立に先立ち実施した講演会「沖縄発 日本の教育改革」にマキノと共に登壇[63]。